# Calycina
Els calicines (Calycina) són un superordre d'equinoïdeus. Aquest eriçons de mar va aparèixer al començament del Juràssic (Hettangià), però avui és un grup essencialment fòssil; només la família Saleniidae encara té representants vius.

## Característiques
Són eriçons regulars de forma rodona; la boca es troba al centre de la superfície oral (inferior) i l'anus al pol oposat, a la part superior de la closca. La seva closca, calcària, és rígida i està coberta de espines dures (radioles); es caracteritza per la presència d'una o més plaques periproctals grans sobre el disc apical, en què s'insereixen els gonopors.

## Taxonomia
La majoria de les espècies d'aquest grup estan extingides; a l'actualitat nomes han arribat 3 gèneres:
- Ordre Phymosomatoida Mortensen, 1904 † 
  - Família Diplopodiidae Smith & Wright, 1993 †
  - Família Emiratiidae Ali, 1990 †
  - Família Heterodiadematidae Smith & Wright, 1993 †
  - Família Phymosomatidae Pomel, 1883 †
  - Família Polydiaematidae Hess, 1972 †
- Ordre Salenioida Delage & Hérouard, 1903
  - Família Saleniidae L. Agassiz, 1838 (3 gèneres actuals)
  - Família Acrosaleniidae Gregory, 1900 †
  - Família Goniophoridae Smith & Wright, 1990 †
  - Família Hyposaleniidae Mortensen, 1934 †
  - Família Pseudosaleniidae Vadet, 1999b †